# Tranekær Sogn
Tranekær Sogn er et sogn i Langeland-Ærø Provsti (Fyens Stift).
Tranekær Sogn var i 1800-tallet et selvstændigt pastorat, men dannede sognekommune med Tullebølle Sogn. Begge sogne hørte til Langelands Nørre Herred i Svendborg Amt. Tranekær-Tullebølle sognekommune blev ved kommunalreformen i 1970 indlemmet i Tranekær Kommune, der ved strukturreformen i 2007 indgik i Langeland Kommune.
I Tranekær Sogn ligger Tranekær Kirke.
I sognet findes følgende autoriserede stednavne:
- Bammeskov (bebyggelse)
- Botofte (bebyggelse, ejerlav)
- Bukkeskov (bebyggelse)
- Flådet (areal)
- Hestehave (bebyggelse)
- Humlebanke (bebyggelse)
- Jesbjerg (areal)
- Korsebølle (ejerlav, landbrugsejendom)
- Korsebølle Kohave (bebyggelse)
- Lillesø (bebyggelse)
- Pæregård (ejerlav, landbrugsejendom)
- Rødby (bebyggelse)
- Stengade Sø (areal, ejerlav)
- Strandby (bebyggelse, ejerlav)
- Tranekær og Tranekær Gods (bebyggelse, ejerlav, landbrugsejendom)
- Tvillinghuse (bebyggelse)
- Tøvelsø Huse (bebyggelse)
- Viehusene (bebyggelse)
- Vinkælderhuse (bebyggelse)
- Østrig (bebyggelse)
- Åsø (bebyggelse)